# Rhamphiophis
Rhamphiophis es un género de serpientes de la familia Lamprophiidae. Sus tres especies se distribuyen por el África subsahariana.

## Especies
Se reconocen las siguientes especies:
- Rhamphiophis oxyrhynchus (Reinhardt, 1843)
- Rhamphiophis rostratus Peters, 1854
- Rhamphiophis rubropunctatus (Fischer, 1884)